# مغرب اسلامی
مغرب اسلامی به مجموعه ای از سرزمین‌های فتح شده به دست مسلمانان در ساحل غربی اقیانوس اطلس می‌گویند. اندلس یکی از مهم‌ترین بخش‌های این مجموعه است.
امویان که فاتحان سرزمین‌های غربی بودند مدتهای طولانی در آنجا حکومت کردند؛ به گونه ای که حتی پس از سقوط پایتخت امویان در مشرق اسلامی به سال ۱۳۱ هجری، حاکمان اموی حدود دویست سال بر سرزمینهای غربی حکم راندند. احتمالاً نخستین نشانه‌های علاقه به علم و دانش در دوران حکومت امویان در مغرب اسلامی به قرن سوم هجری و حکومت پنجمین حاکم اموی محمدبن عبدالرحمن بازمی‌گردد.
در نیمه دوم قرن چهارم، سرانجام حکومت اموی در غرب اسلامی نیز سقوط کرد و سرزمین‌های غربی تا مدت‌ها گرفتار هرج و مرج شد. پس از مدتی «مرابطان» که بیشتر اهل جنگ و جهاد بودند، حکومت اندلس را به دست گرفتند. نخستین چهره نامدار فلسفی در غرب اسلامی، یعنی ابن باجه، در همین دوره پرماجرا می‌زیست. مرابطان به دلیل نیاز به حمایت عمومی و گرایشهای سیاسی شان، بیشتر به فقه و علوم شرعی اهمیت می‌دادند و از فیلسوفان چندان حمایت نمی‌کردند. پدربزرگ ابن رشدِ فیلسوف، که به ابن رشدِ جَد معروف است، در سمت قاضی القضاة قرطبه از همان آغاز حکومت مرابطان با آنان همکاری می‌کردو به ترویج فقه مالکی و علوم شرعی می‌پرداخت. به هر حال با ظهور حکومت موحدان و بر اثر حمایت آنان و نیز استقرار نسبی سیاسی و گسترش مبادلات فرهنگی شرق و غرب عالم اسلامی زمینه‌های شکوفایی اندلس فراهم آمد.
در اندلس پس از اسلام، برخلاف دوران پیش از اسلام، چهره‌های علمی و فلسفی و عرفانی معروفی مانند ابن مسره، ابن باجه، ابن طفیل، ابن رشد، ابن خلدون، ابن میمون و ابن عربی ظهور کردند.